# Ленфільм
«Ленфільм» (рос. Ленфильм) — одна з найбільших кінокомпаній Росії.

## Розташування

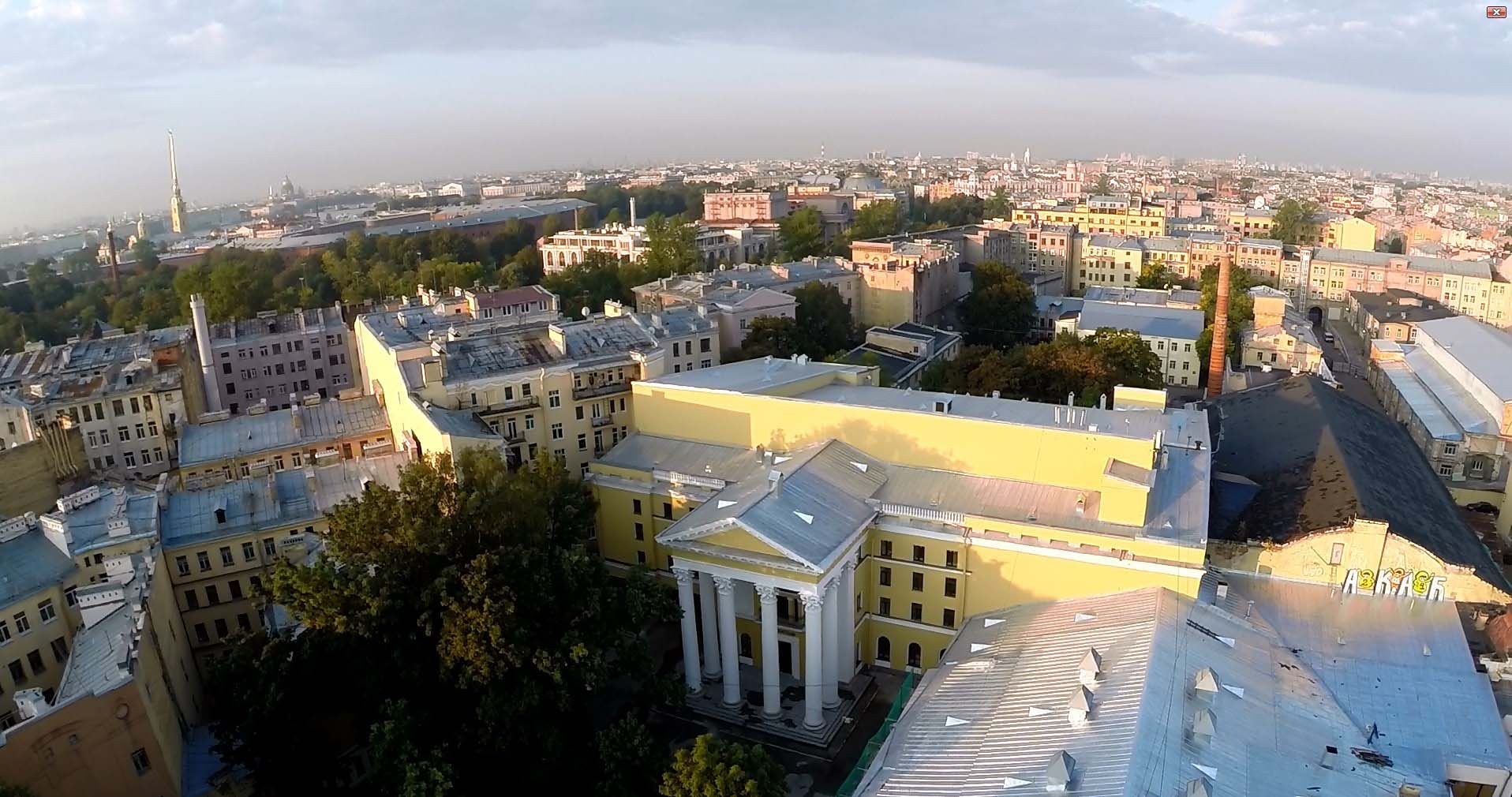
Вид на Ленфільм з висоти пташиного польоту

Кіностудія «Ленфільм» розташована за адресою: 197101, Санкт-Петербург, Кам'яноострівський проспект, б. 10.

## Історія
Історія кіностудії «Ленфільм» починається в 1908 році, коли на Кам'яноострівському проспекті інженер Владислав Карпінський заснував одну з перших у Петербурзі кінофабрик («Омніум-кіно»). Кінофабрика знімала хроніки.
Після Жовтневого перевороту все майно кінематографічного відділу, включаючи техніку і кінострічки, було передано у відання Петроградського кінокомітету, що в 1918 році зняв перший радянський фільм «Ущільнення». Потім, кіностудія багато разів змінювала назву: «Держкіно», «Ленінградкіно», «Росфільм», «Союзфільм», і, нарешті, свою остаточну назву — «Ленфільм», кінокомпанія отримала в 1934 році.
За всю історію на «Ленфільмі» було знято близько півтори тисячі фільмів, багато з яких увійшли в історію світового кіномистецтва: «Дикий собака дінго», «Старий Хоттабич», «Людина-амфібія», «Попелюшка», «Чапаєв», «Гамлет», «Дама з собачкою», «Двадцять днів без війни», «Одруження Бальзамінова», «Пригоди Шерлока Хомса і Доктора Ватсона», «Острів скарбів», «Особливості національного полювання», та інші.
На «Ленфільмі» творили Григорій Козінцев, Йосип Хейфиц, Сергій Юткевич, Сергій Эйзенштейн, Євген Замятін, Дмитро Шостакович, Микола Акімов, Юрій Тинянов, Віра Панова, Веніамін Каверін. Студійні коридори пам'ятають Віктора Некрасова, Володимира Максимова, Йосипа Бродського, Михайла Шемякіна. Тут знімались Володимир Гардін, Марія Бабанова, Павло Кадочников, Борис Ліванов, Микола Черкасов, Джейн Фонда, Ава Гарднер, Ванесса Редгрейв, Франко Неро, Мікеле Плачидо, Сандрін Боннер, Вільям Херт, Марина Владі, Софі Марсо, та інші.